# هیگاشی-کو، نیگاتا
هیگاشی-کو (به لاتین: Higashi-ku) یک منطقهٔ مسکونی در ژاپن است که در نیگاتا واقع شده‌است. هیگاشی-کو ۳۸٫۶۲ کیلومتر مربع مساحت و ۱۳۷٬۳۱۵ نفر جمعیت دارد.